# Архиепархия Дублина
Архиепархия Дублина (лат. Archidioecesis Dublinensis) — архиепархия Римско-католической церкви с центром в городе Дублине — столице Ирландии. Архиепархия Дублина включает в себя всё графство Дублин, большую часть графства Уиклоу, значительную часть графства Килдэр, а также малые части графств Карлоу, Уэксфорд и Лиишь. Она простирается на восточное побережье на, примерно, около ста километров и около семидесяти километров внутрь страны. В митрополию Дублина входят епархии Килдэра и Лейхлина, Оссори и Фернса. 
Резиденцией архиепископа является город Дублин, где находится Про-кафедральный собор архиепархии Дублина — церковь святой Марии.
Территория архиепархии охватывает 3184 квадратных километра и разделена на 200 приходов, объединенных в 16 деканатов: Блессингтон, Брей, Калленсвуд, Доннибрук, Дун-Лэаре, Северный Фингал, Юго-Восточный Фингал, Юго-Западный Фингал, Финглас, Хауф, Мейнут, Центральный Дублин (Север), Центральный Дублин (Юг), Южный Дублин, Талла и Уиклоу.

## Ординарии архиепархии
- Дэниел Мюррей — (11 мая 1823 — 26 февраля 1852, до смерти);
- кардинал Пол Каллен — (3 мая 1852 — 24 октября 1878, до смерти);
- кардинал Эдуард Маккейб — (4 апреля 1879 — 11 февраля 1885, до смерти);
- Уильям Уолш — (3 июля 1885 — 9 апреля 1921, до смерти);
- Эдвард Джозеф Бирн — (28 августа 1921 — 9 февраля 1940, до смерти);
- Джон Чарльз Маккуэйд, C.S.Sp. — (6 ноября 1940 — 29 декабря 1971, в отставке);
- Дермот Райан — (29 декабря 1971 — 1 сентября 1984 — назначен про-префектом Конгрегации евангелизации народов);
- Кевин Макнамара — (15 ноября 1984 — 8 апреля 1987, до смерти);
- кардинал Десмонд Коннел — (21 января 1988 — 26 апреля 2004, в отставке);
- Диармайд Мартин — (26 апреля 2004 — 29 декабря 2020);
- Дермот Пий Фаррелл — (29 декабря 2020 — по настоящее время).